# 向艳梅
向艳梅（1992年6月13日—），湖南保靖人，中国女子举重队员。2016年8月10日，她以261公斤赢得2016年里约奥运会女子69公斤级举重金牌。

## 个人经历
- 2003年9月，开始练习举重；2008年全国举重冠军赛女子75公斤级冠军；
- 2009年第十一届全国运动会女子75公斤级第二名；
- 2010年全国女子举重锦标赛69公斤级冠军；
- 2012年进入中南大学公共管理学院学习；2013年世界举重锦标赛女子69公斤级总成绩冠军。